# Holger Henze

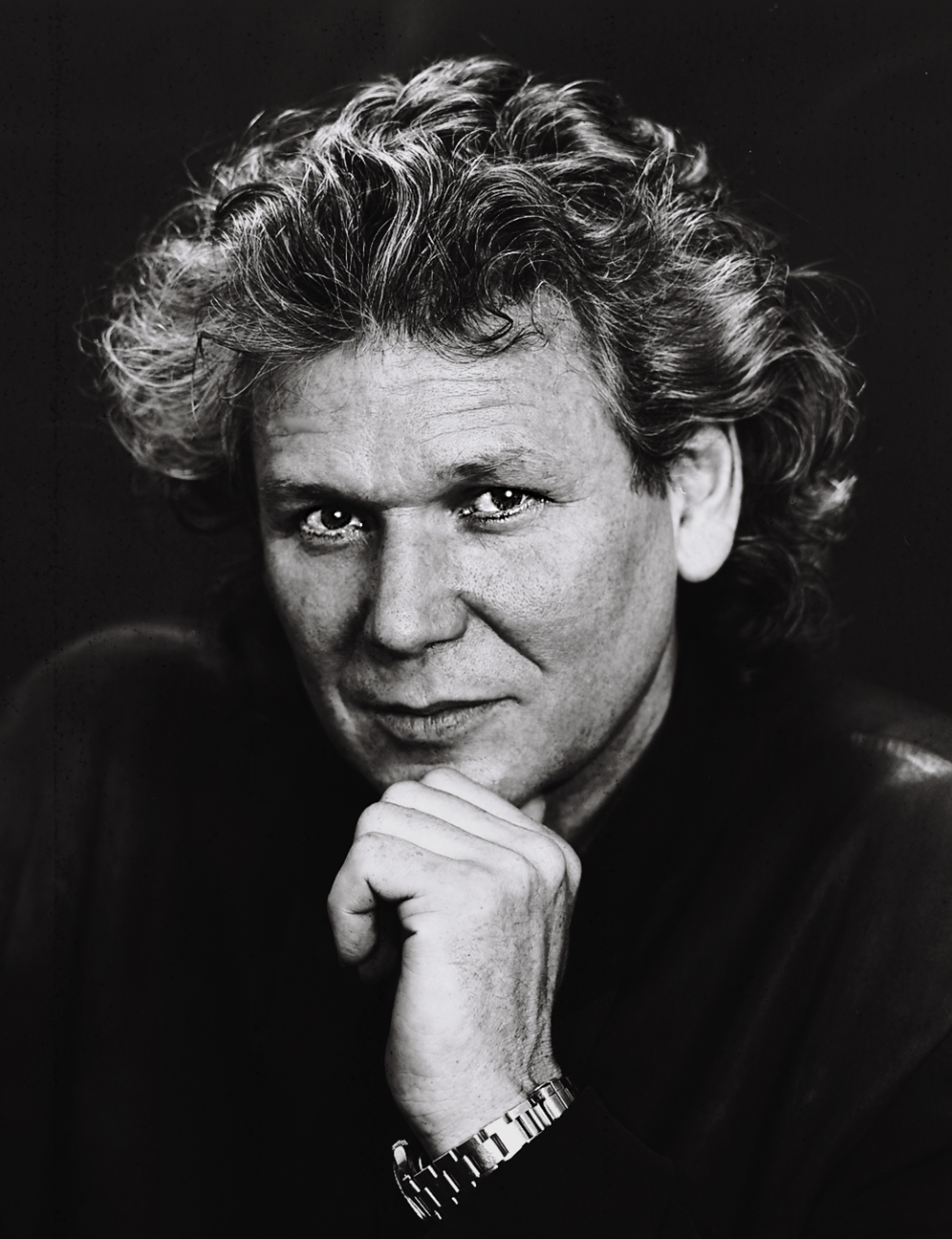
Holger Henze

Holger „Holgi“ Henze (* 13. März 1944 in Kiel) ist ein deutscher Gastwirt, Galeriebesitzer und Comicautor.

## Werdegang

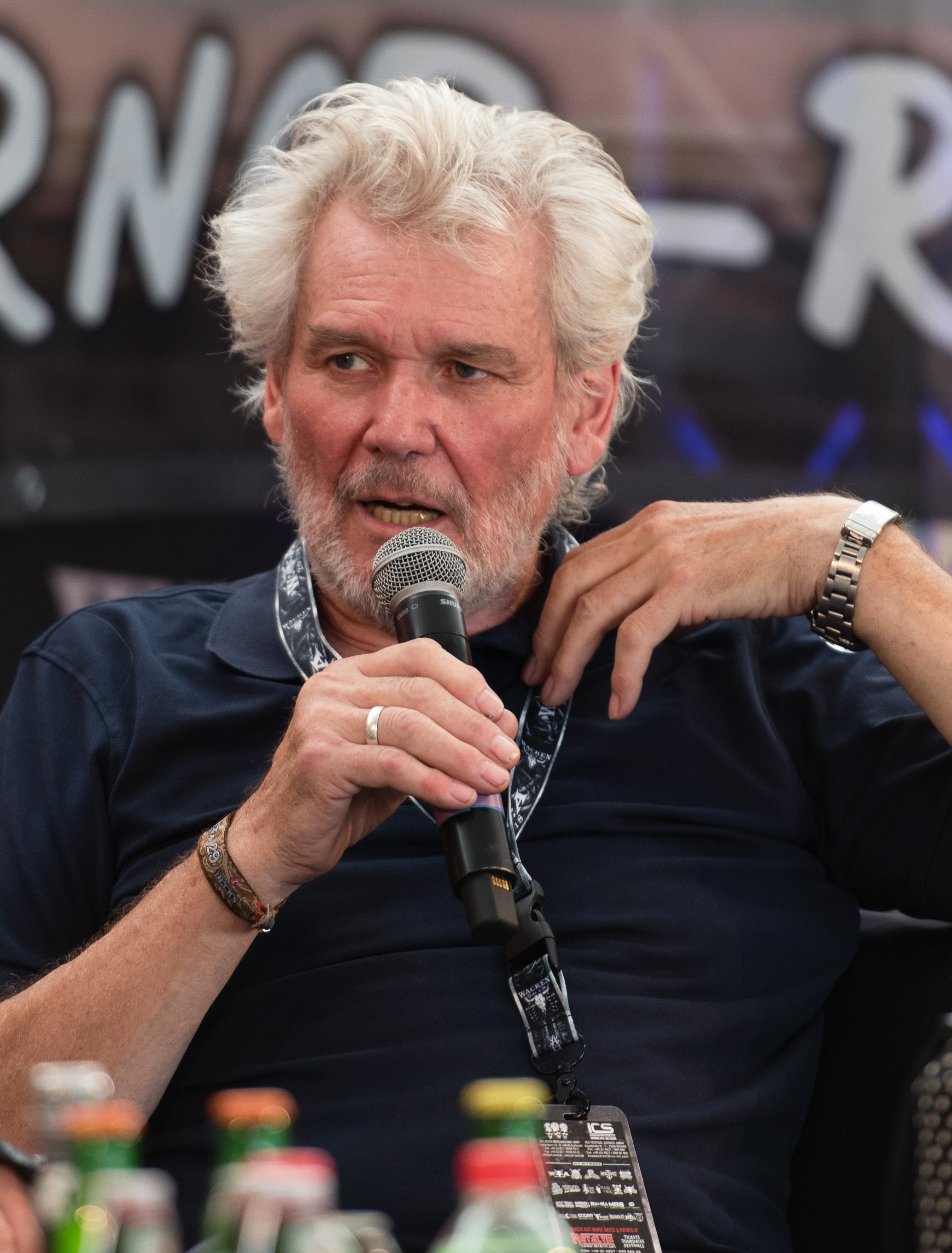
„Holgi“ bei der Pressekonferenz zu Das Werner-Rennen beim Wacken Open Air 2018

Holger Henze wuchs in Kiel auf. Nach einem Kunststudium in Berlin kehrte er nach Kiel zurück und gründete 1967 zusammen mit Studenten der Muthesius-Werkschule das Informationszentrum Junger Künstler e. V., dessen erster Vorsitzender er seit 1972 ist. Seit 1968 leitet Henze die vom Informationszentrum gegründete Galerie Club 68, eine Gaststätte mit angeschlossener Kunstgalerie. Dort lernte er Ende der 1970er Jahre Rötger „Brösel“ Feldmann kennen, den Schöpfer der Werner-Comics. Von 1979 bis 1985 wurden Comics von Feldmann, für die Henze oft die Texte schrieb, regelmäßig im Satiremagazin pardon veröffentlicht.
1985 thematisierte Feldmann in „Werner – Eiskalt!“, dem vierten Band der Werner-Reihe, eine Wette zwischen ihm und Henze. Dabei ging es um ein Rennen, bei dem Werner mit dem Red Porsche Killer, einem selbst gebauten und von vier Horex-Motoren angetriebenen Motorrad, gegen Holgis 1967er Porsche 911 antrat. Im September 1988 fand das Werner-Rennen im Rahmen eines dreitägigen Festivals auf dem schleswig-holsteinischen Flugplatz Hartenholm vor etwa 200.000 Zuschauern tatsächlich statt, dabei gewann Henze.  Auch die Neuauflage des Rennens 2004 auf dem Lausitzring gewann Henze.
30 Jahre nach dem ersten Rennen trat er mit seinem Porsche wieder in Hartenholm im Rahmen eines mehrtägigen Festivals gegen den Red Porsche Killer an. Auf dem 200 Meter kurzen Teilstück der Flugplatz-Startbahn, welches für das Drag Race genutzt wurde, unterlag er erstmals.
1997 veröffentlichte Holger Henze mit „Holgi“ einen Comic, der an das Rennen von 1988 anknüpft. Im 2011 erschienenen Kinofilm Werner – Eiskalt! spielte Henze sich selbst und synchronisierte auch die Figur Holgi in den Zeichentricksequenzen des Films.
Ende September 2024 schloss der Club 68.

## Bibliografie
- Holgi. Alpha Comic, Nürnberg 1997, ISBN 3-89593-569-7.

## Filmografie
- 2011: Werner – Eiskalt!